# Hans Björk
Hans Oskar Björk, född 1 januari 1925 i Norrköping, död 30 december 2012 i Arboga, var en svensk diplomat och jurist.

## Biografi
Björk var son till juveleraren John Björk och Gertrud Nilsson. Han tog juristexamen i Uppsala 1948 och genomförde sin tingstjänstgöring 1949-1951 innan han blev attaché vid Utrikesdepartementet (UD) 1952. Han tjänstgjorde i Haag 1953-1955, var sekreterare i Madrid 1955-1957, andre sekreterare vid UD 1957-1961, förste sekreterare 1961, förste ambassadssekreterare i Quito 1963, kansliråd vid rättsavdelningen vid UD 1967, sändebud i Havanna 1973, departementsråd vid rättsavdelningen vid UD 1976-1985, ambassadör i Canberra 1986-1990 samt Honiara, Port Moresby och Port Vila 1986-1990. Han var därefter biträdande introduktör av främmande sändebud från 1991.
Han gifte sig 1953 med Marianne Husberg (född 1931).